# Monika Tunbäck-Hanson
Märta Lena Monika Tunbäck-Hanson, född Tunbäck den 3 mars 1936, är en svensk journalist och film- och litteraturkritiker.
Tunbäck-Hanson började som allmänreporter på Göteborgs-Posten 1958, blev 1965 litteratur- och filmkritiker och redaktionssekreterare 1977. Hon var redaktionschef och ställföreträdande ansvarig utgivare 1981–1989, och efter 1990 litteratur- och filmkritiker och kulturredaktör. Hon medverkar alltjämt (2020) som kritiker och recensent i Göteborgs-Posten.
Tunbäck-Hanson var värd för Sommar i P1 1976. Hon tilldelades 2002 Göteborgs stads förtjänsttecken.